# Crypteria recessiva
Crypteria recessiva är en tvåvingeart som först beskrevs av Alexander 1927.  Crypteria recessiva ingår i släktet Crypteria och familjen småharkrankar. Inga underarter finns listade i Catalogue of Life.